# Florence Nkurukenda
Florence Nkurukenda, née en 1941, est une éducatrice et députée ougandaise. Elle est représentante du district de Masindi au sein du Mouvement de résistance nationale de 1989 à 1996, période pendant laquelle elle est nommée vice-ministre du Travail (1988) et du Gouvernement local (1989 - 1991). Elle est également vice-présidente de la Commission électorale intérimaire de l'Ouganda (1996) et occupe le même poste lorsque la Commission devient permanente en 1997.

## Biographie
Nkurukenda est née à Kabale, en Ouganda. Elle est titulaire d'un baccalauréat ès arts en beaux-arts, et d'un diplôme en éducation.

## Carrière

### Politique
Nkurukenda se présente aux élections générales de 1989 en Ouganda (en) pour devenir députée du district de Masindi au sein du Conseil national de la résistance. Entre 1989 et 1991, elle est vice-ministre du Gouvernement local aux côtés de Stephen Chebrot (en). Avant cela, elle occupe la fonction de vice-ministre du Travail à partir de 1988.

### Post-politique
Aux côtés de Syda Bbumba (en) et Florence Ssekagya, Nkurukenda est l'une des trois femmes de la Commission électorale intérimaire ougandaise qui organisent les élections présidentielles de 1996 en Ouganda (en) et élections parlementaires de 1996 en  Ouganda (en) ougandaises de 1996,. En octobre 1996, lorsque la Commission électorale devient permanente, elle est nommée vice-présidente de la Commission électorale ougandaise. Elle supplée Aziz Kasujja mais, avec 5 autres commissaires, a pris sa retraite le 31 juillet 2002 « dans l'intérêt public ».
Elle est ensuite recrutée pour former les agents électoraux nigérians dans le cadre de la International Foundation for Electoral Systems (en).